# Correspondance khazare

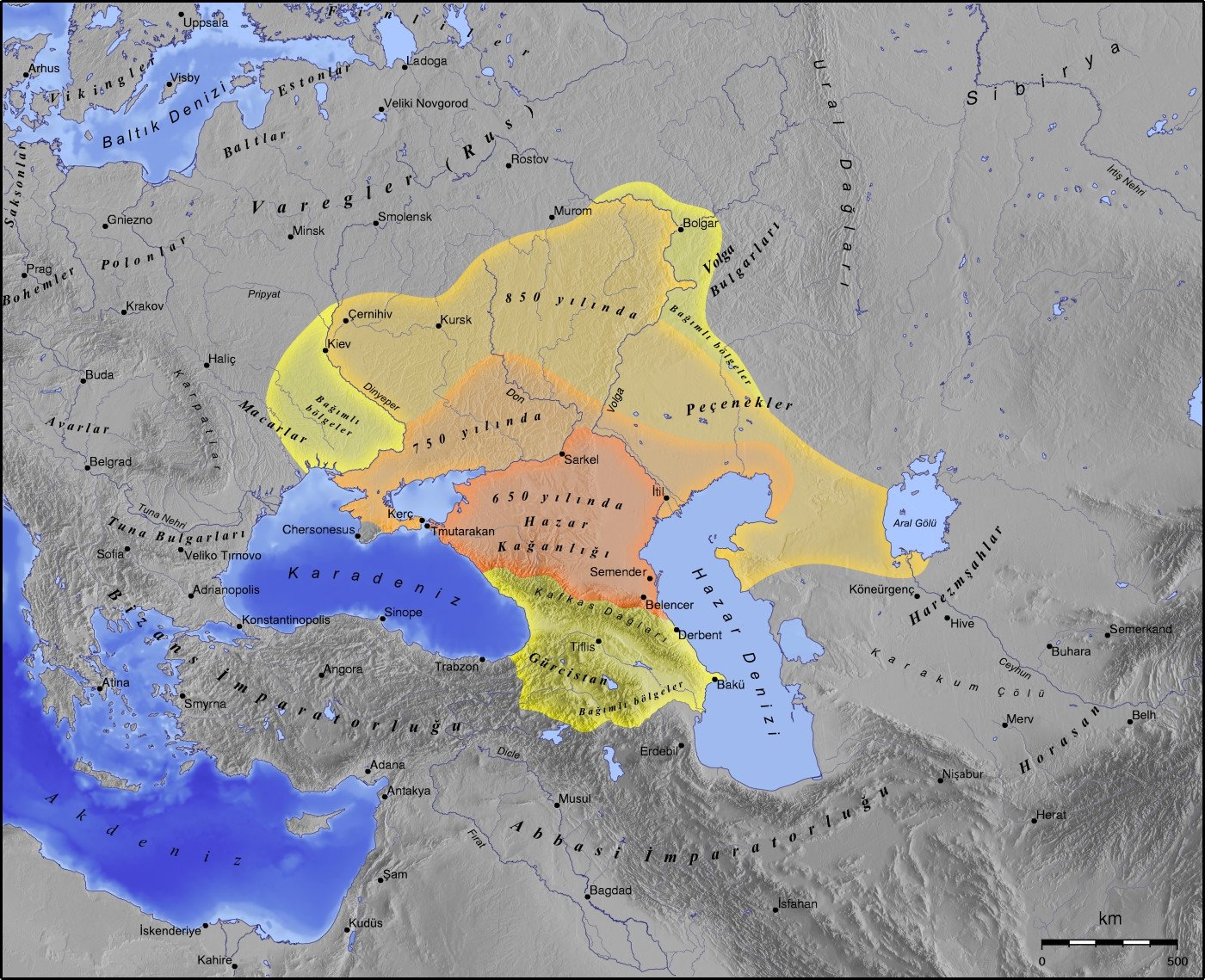
Carte historique Khazars

La correspondance khazare est un échange de lettres dans les années 950 et 960 entre Hasdaï ibn Shaprut, ministre des affaires étrangères du calife de Cordoue, et Joseph, khagan des Khazars. 
Il s'agit non seulement de l'un des seuls documents écrits par un Khazar qui soient connus, mais aussi de l'une des très rares sources sur l'histoire khazare. La correspondance khazare présente une version de la conversion au judaïsme du royaume khazar (la lettre de Schechter en contient une autre) et son progrès durant les générations suivantes. Elle montre aussi que, à moins d'une génération de la chute de l'Empire khazar, en 969, l'État khazar est toujours militairement puissant et reçoit tribut de plusieurs États.

## Historique
Hasdaï ibn Shaprut, ministre des affaires étrangères d'Abd al-Rahman III, calife omeyyade de Cordoue et d'Andalousie, est à l'origine de la correspondance. Homme de connaissances considérables et de ressources pratiquement illimitées, Hasdaï apprend l'existence des Khazars par des marchands khorassanis. Son ignorance de l'État khazar est étrange, et elle peut même ne pas être entièrement sincère, compte tenu des déclarations de Joseph, du fait que les deux communautés avaient déjà été en relation par le passé. 
Le premier messager de Hasdaï se dirige vers Constantinople, où les autorités byzantines lui refusent le droit de poursuivre son chemin. Il retourne en Espagne, rapportant probablement avec lui une lettre connue sous le nom de « lettre de Schechter » (écrite par un Khazar et certainement adressée à Hasdaï). La lettre de Hasdaï, quant à elle, est probablement donnée à des Juifs attachés à une ambassade croate, et elle atteint la Khazarie par l'intermédiaire d'un autre messager, Isaac ben Eliezer de Nemetz (Allemagne).
La réponse de Joseph apporte un témoignage sur l'histoire khazare ainsi que sur la situation sociopolitique et économique de la Khazarie aux environs de 960. De plus, il invite Hasdaï à se rendre en Khazarie, ce que celui-ci n'a probablement jamais accepté de faire. La correspondance a été conservée au cours des siècles en trois versions légèrement différentes.

## Texte

### Lettre de Hasdaï au Roi Joseph
« Moi, Hasdaï, fils de Isaac, fils de Ezra, appartenant au peuple juif exilé de Jérusalem en pays séfarade [Espagne], un servant de mon seigneur le Roi, je me plie jusqu'à terre devant toi et me prosterne vers la demeure de votre Majesté, à partir d'une terre lointaine. Je me réjouis de votre sérénité et magnificence, et je tends mes mains vers Dieu dans les cieux, afin qu'il prolonge votre règne en Israël…

Que le Dieu bienfaisant soit béni pour Sa grâce envers moi! Rois de la terre, qui connaissez la magnificence et le pouvoir de [Abd-al-Rahman], apportez lui des cadeaux, conciliez-vous sa faveur par des présents coûteux,  vous tels que le Roi des Francs, le Roi des Gebalim [Croates ?], qui sont un peuple allemand, le Roi de Constantinople, et les autres. Tous leurs cadeaux passent par mes mains, et je suis chargé de faire des cadeaux en retour. Ibn Shaprut, qui connaissait plusieurs langues, recevait ces ambassadeurs. Que mes lèvres louent le Dieu du Ciel, qui jusqu'à présent a étendu sur moi sa bonté, sans que je n'aie aucun mérite propre, mais dans la plénitude de Ses Grâces.   
Je demande toujours aux ambassadeurs de ces monarques qui apportent des cadeaux, s'ils ont connaissance de nos frères les Israélites, le reste de la captivité, s'ils ont entendu quoi que ce soit au sujet de la délivrance de ceux qui ont langui en esclavage et n'ont trouvé aucun repos. [Hasdaï était anxieux de savoir si les Dix tribus perdues existaient quelque part en tant qu'état juif indépendant].  
Finalement, un émissaire marchand de Khorassan [un territoire au sud-est de la Mer Caspienne] m'a dit qu'il y a un royaume de Juifs appelé al-Khazar. Mais je n'ai pas cru ses mots, pensant qu'il me racontait ces choses afin d'obtenir ma bienveillance et mes faveurs. J'étais donc songeur, jusqu'à la venue des ambassadeurs de Constantinople [entre 944 et 949] avec des présents et une lettre de leur roi à notre roi, et je les ai interrogés à ce sujet.  
Ils m'ont répondu: "C'est tout à fait vrai, et le nom de ce royaume est al-Khazar. C'est un voyage de quinze jours par mer à partir de Constantinople, mais par terre, de nombreuses nations s'interposent entre nous; le nom du roi qui règne actuellement est Joseph ; des bateaux arrivent quelques fois chez nous de leur pays, apportant poissons, peaux et marchandises de toutes sortes [Les Khazars étaient de grands négociants qui achetaient leurs marchandises chez les Russes au nord]. Les hommes sont nos confédérés et sont honorés par nous ; il y a des relations entre nous par l'intermédiaire d'ambassades et présents mutuels ; ils sont très puissants, ils maintiennent des armées nombreuses qu'ils engagent occasionnellement dans des expéditions".  Quand j'ai entendu ce rapport, j'étais excité, mes mains étaient fortifiées et mes espoirs confirmés. Sur ce, je me suis incliné pour adorer le Dieu des Cieux…

Je prie pour la santé de mon seigneur le Roi, pour sa famille et pour sa maisonnée, et que son trône soit établi pour toujours. Que ses jours et ceux de son fils soient prolongés au milieu d'Israël!   »

### Réponse du Roi Joseph
- Lettre du Roi Joseph, fils d'Aaron le Roi, à Hasdaï, le fils d'Isaac, fils d'Ezra; Que le créateur le préserve à la tête de son assemblée.

« ....Je désire vous informer que votre lettre magnifiquement rédigée m'a été donnée par Isaac, fils d'Eliezer, un Juif de la terre d'Allemagne [Isaac transporta la lettre en passant par l'Allemagne, la Hongrie, la région de Kiev en Russie, jusqu'en Khazarie].  Vous nous avez rendus heureux et nous sommes enchantés par votre compréhension et votre sagesse .... Renouons donc les relations diplomatiques qui existaient autrefois entre nos pères et transmettons cet héritage à nos enfants  [Joseph croyait que les Khazars avaient dans le temps des relations diplomatiques avec les Arabes d'Espagne].  

Vous nous demandez dans votre épître : « De quel peuple, de quelle famille et de quel tribu vous êtes ? » Sachez que nous descendons de Japhet, par son fils Togarma [Dans la littérature juive, Togarma est le père de tous les Turcs].  J'ai trouvé dans le livre généalogique de mes ancêtres, que Togarma avait dix fils. Voici leurs noms : l'ainé était Ujur, le second Tauris, le troisième Avar, le quatrième Uauz, le cinquième Bizal, le sixième Tarna, le septième Khazar, le huitième Janur, le neuvième Bulgar, le dixième Sawir [Ce sont les fondateurs mythiques des tribus qui autrefois vivaient dans la région de la Mer Noire et de la Mer Caspienne].  Je suis le descendant de Khazar, le septième fils.
Je possède un témoignage que bien que nos pères fussent peu nombreux, le Saint béni soit-il, leur a donné la force, la puissance et l'énergie de façon à vaincre, guerres après guerres de nombreuses nations qui étaient plus puissantes et plus nombreuses qu'eux. Avec l'aide de Dieu, ils les ont chassées et pris possession de leur terre. Ils ont contraint certaines à des travaux forcés, même jusqu'à nos jours. Le territoire [le long de la Volga] où je vis actuellement, était auparavant occupé par des Bulgares. Nos ancêtres, les Khazars sont arrivés et les ont combattus, et bien que ces Bulgares aient été aussi nombreux que les grains de sable de nos plages, ils n'ont pas réussi à contenir les Khazars. Aussi ils quittèrent leur territoire et s'enfuirent pendant que les Khazars les pourchassaient aussi loin que le fleuve Danube. Et depuis ce jour, les Bulgares campent le long du Danube et sont à proximité de Constantinople. Les Khazars ont occupé leur terre jusqu'à maintenant [Les Khazars ont dominé le sud de la Russie au début du Moyen Âge].
Après ceci, plusieurs générations se sont écoulées, jusqu'à ce qu'un certain roi apparaisse, du nom de Bulan. C'était un homme sage qui craignait Dieu, croyant en son Créateur de tout son cœur. Il chassa du pays les magiciens et les idolâtres et pris refuge à l'ombre de ses ailes… Sa renommée rapidement s'étendit à l'étranger. Le roi des Byzantins et celui des Arabes qui avaient entendu parler de lui, envoyèrent leurs ambassadeurs avec de grandes richesses et de somptueux présents pour le roi et pour ses conseillers dans le but de le convertir à leur religion respective [Les Byzantins et les Arabes espéraient arrêter les raids des Khazars en les convertissant]. 
Mais le roi, que son nom soit à jamais associé à celui du Seigneur, son Dieu, étant un sage, envoya aussi chercher un Israélite érudit. Le roi, après les avoir observés et interrogés, rassembla les sages des trois religions et leur demanda d'argumenter sur leur religion respective. Chacun réfuta les arguments de ses adversaires, si bien qu'ils ne purent se mettre d'accord. Voyant ceci, le roi leur dit que chacun rentre chez soi, et revenez dans trois jours...
Le troisième jour, il réunit les sages et leur demanda : « Parlez et argumentez entre vous, de façon à m'éclairer sur la meilleure religion. » Ils commencèrent à se disputer entre eux sans arriver à un résultat, jusqu'à ce que le roi demande au prêtre chrétien : « Que pensez-vous? De la religion des Juifs ou des Musulmans, laquelle est la préférable? »  Le prêtre répondit : « La religion des Israélites est meilleure que celle des Musulmans. »  
Le roi s'adressa alors au cadi : « Que dites-vous? Est-ce que la religion des Israélites est préférable à la religion des Chrétiens ? » Le cadi répondit : « La religion des Israélites est préférable. » 
Là-dessus, le roi dit : « Il en est donc ainsi ; vous avez admis tous les deux que la religion des Israélites est meilleure. En conséquence, confiant en la miséricorde de Dieu et la puissance du Tout-Puissant, je choisis la religion d'Israël, c'est-à-dire la religion d'Abraham. Si ce Dieu, auquel je me confie, et où dans l'ombre de ses ailes je vais trouver refuge, m'aide, il peut me donner sans peine, les trésors d'or et d'argent que vous m'avez promis. Quant à vous, retournez en paix dans votre pays. »  
À partir de cet instant, le Tout-Puissant aida Bulan, le conforta et le renforça. Il se fit circoncire, ainsi que ses serviteurs, ses gardes  et tout son peuple [les sources arabes confirment que la famille royale et des nobles devinrent juifs, mais seulement une partie du peuple,]. Puis Bulan envoya chercher de toute part des sages d'Israël, pour lui interpréter la Torah et pour mettre en place tous les préceptes religieux, et depuis lors, nous sommes soumis à cette religion. Que le nom de Dieu soit béni et que sa mémoire soit exaltée à jamais !
Depuis ce jour, où mes aïeux entrèrent dans cette religion, le Dieu d'Israël a humilié tous leurs ennemis, soumettant tous les peuples autour de nous, qu'ils soient chrétiens, musulmans ou païens. Aucun n'a été capable de se dresser contre eux jusqu'à aujourd'hui [aux environs de 960]. Tous sont nos tributaires [Mais environ dix années plus tard, Joseph a été battu par les Russes en 969].  
Après Bulan, un de ses descendants, du nom de roi Obadiah, réorganisa le royaume et établit convenablement et correctement le judaïsme. Il construisit des synagogues et des yechivot, fit venir des savants juifs qu'il gratifia d'or et d'argent [Ces érudits juifs venaient certainement de Bagdad et de Constantinople]. Ils lui expliquèrent la Bible, la Mishna, le Talmud et les pratiques des services divins. Le roi était un homme qui révérait et aimait la Torah. C'était un des véritables serviteurs de Dieu. Que l'Esprit Divin lui assure le repos !
Hezekiah son fils lui succède ; puis après lui, Manasseh son fils ; puis Hanukkah, le frère d'Obadiah ; puis Isaac, son fils ; après lui, son fils Zebulun ; puis son fils Moses ; puis son fils Nissi ; et après son fils Aaron ; puis son fils Menahem ; puis son fils Benjamin ; puis son fils Aaron II ; et enfin moi, Joseph, le fils d'Aaron le roi ; je suis roi, le fils d'un roi, et le descendant de rois. Aucun étranger ne peut occuper le trône de mes ancêtres : le fils succède au père. Ceci a été notre coutume et la coutume de nos aïeux depuis le début de leur existence. Que ce soit Sa volonté bienveillante, lui qui désigne tous les rois, que le trône de mon royaume perdure pendant toute l'éternité.
Vous m'avez posé des questions concernant les affaires de mon pays et l'étendue de mon empire. Je veux vous informer que j'habite sur la rive d'une rivière connue sous le nom de Itil [Volga]. À l'embouchure de la rivière se trouve la mer Caspienne. La source de la rivière se trouve vers l'est à une distance de quatre mois de voyage.   
Le long de la rivière habitent de nombreuses tribus dans des bourgs et des villes ouverts ainsi que fortifiés… Gardez à l'esprit que j'habite dans le delta de l'Itil, et qu'avec l'aide de Dieu, je garde le delta de la rivière et interdit aux Russes qui arrivent avec leurs bateaux dans la Caspienne, d'avoir des contacts avec les musulmans. De même, j'interdis à leurs ennemis [ceux des musulmans], qui arrivent par les terres, de pénétrer jusqu'à Derbent [la porte du Caucase, sur la mer Caspienne]. Je dois faire la guerre avec eux, car si je leur laisse la moindre chance, ils dévasteraient toute la région des Musulmans jusqu'aussi loin que Bagdad.
Vous m'avez aussi posé des questions sur le lieu où j'habite. Je vous réponds, que par la grâce de Dieu, j'habite le long de la rivière où sont situées trois villes capitales. La reine habite une d'elles ; c'est ma ville de naissance. Elle est relativement importante, construite de façon circulaire, avec un diamètre de cinquante parasanges. [Le roi habitait dans une île au milieu de la Volga ; il y avait aussi des villes sur les deux rives]. 
Les Juifs, les Chrétiens et les Musulmans vivent dans la seconde ville. Avec eux, il y a beaucoup d'esclaves de toutes les nations. C'est une ville carrée de taille moyenne de huit parasanges de long et de large.  
Dans la troisième, je réside avec mes princes, mes officiers, mes serviteurs, mes échansons et ceux qui sont mes proches. La ville est circulaire de trois parasanges de diamètre. La rivière coule entre ses murs. C'est ma résidence pendant l'hiver. À partir du mois de Nissan [mars-avril], nous quittons la ville et chacun se rend à son travail, dans ses champs et vignobles...   

Vous mentionnez dans votre lettre que vous aspirez à me rencontrer. J'aimerais aussi vivement voir votre plaisante contenance et la rare beauté de votre sagesse et de votre grandeur. Qu'il puisse en être selon votre mot. S'il m'était accordé d'être associé avec vous et de pouvoir contempler votre honorée, charmante et plaisante contenance, alors vous seriez mon père et je serais votre fils. Que tous mes gens soient gouvernés selon vos recommandations et que je conduise mes affaires selon vos consignes et discrets conseils. Adieu. »

## Questionnement sur l'authenticité des lettres
La lettre d'Hasdaï ibn Shaprut a pu être identifiée de façon relativement directe : elle a été écrite par son secrétaire, Menahem ben Sarouk, qui a inclus son nom dans l'acrostiche après celui de Hasdaï ibn Shaprut, et Landau a pu établir l'authenticité de la lettre en comparant son écriture avec celle d'autres documents identifiés comme ayant été écrits de la main de Menahem.  
En revanche, la réponse du roi Joseph a fait l'objet de débats : la première référence connue à la réponse du Khazar, apparaissant dans le Sefer ha-'Ittim du rabbin Juda ben Barzilaï de Barcelone (rédigé vers l'an 1100), contient de sérieuses réserves quant à son authenticité :
« Nous avons vu parmi d'autres manuscrits, la copie d'une lettre que le roi Joseph, fils d'Aaron, le prêtre khazar a écrit à R. Hasdaï bar Isaac. Nous ne savons pas si cette lettre est authentique ou non … Nous ne savons pas si tout ce qui est écrit dans la lettre est la vérité ou non. Il peut y avoir des mensonges d'écrits, des gens ont pu en [r]ajouter ou elle peut contenir des erreurs venant du scribe… »
Quelques années plus tard, en 1161, Abraham ibn Dawd Halevi de Tolède est quant à lui plus affirmatif sur l'existence de la lettre. Il mentionne l'existence de la lettre dans son Sefer haKabbalah, ainsi que la présence d'étudiants rabbiniques khazars à Tolède : 
« Vous trouverez des communautés d'Israël disséminées au loin … aussi loin que Daylam et la rivière Itil, où vivent les Khazars, qui sont devenus prosélytes. Le roi Khazar Joseph a envoyé une lettre à Hasdaï ibn-Shaprut et l'a informé que lui et son peuple suivaient la foi rabbinique. Nous avons vu à Tolède des descendants de Khazars, étudiants de la sagesse, et ils nous ont dit que le restant de leur peuple est de confession rabbinique. »
.
Actuellement on ne trouve qu'une seule version manuscrite contenant la lettre de Hasdaï et la réponse de Joseph. Ce manuscrit est conservé à la bibliothèque de la Christ Church à Oxford. Il date certainement du XVIe siècle. Un autre manuscrit contenant la réponse de Joseph, mais pas la lettre de Hasdaï est conservé à la Bibliothèque nationale russe de Saint-Pétersbourg. Cette version, considérablement plus longue que la version de la Christ Church est nommée « version longue, » tandis que celle d'Oxford est connue sous le nom de « version courte. » La version longue date, quant à elle, du XIIIe siècle.  
La première version imprimée de la Correspondance est incorporée à un opuscule en hébreu Kol Mevasser (Voix du messager des bonnes nouvelles), imprimé vers 1577 à Constantinople par Isaac ben Abraham Akrish. La Bibliothèque bodléienne de l'Université d'Oxford, possède deux exemplaires de cet opuscule mais de deux éditions différentes.